# Şalom
Şalom ([šalom], hebrejsky: שָׁלוֹם, doslova „Mír“), je nejstarší turecko-židovský týdeník, založený Avramem Leyonem 29. října 1947 v Istanbulu. Dnes týdeník zaujímá centristický pohled.
Vydavatelem týdeníku je İvo Molinas, šéfredaktorem týdeníku je Yakup Barokas. Náklad je přibližně 5 000 výtisků (2005). Obě edice, turecká i v ladinu (jedna stránka v každém vydání), jsou dostupné i online na internetu.